# Anteproyecto (náutica)

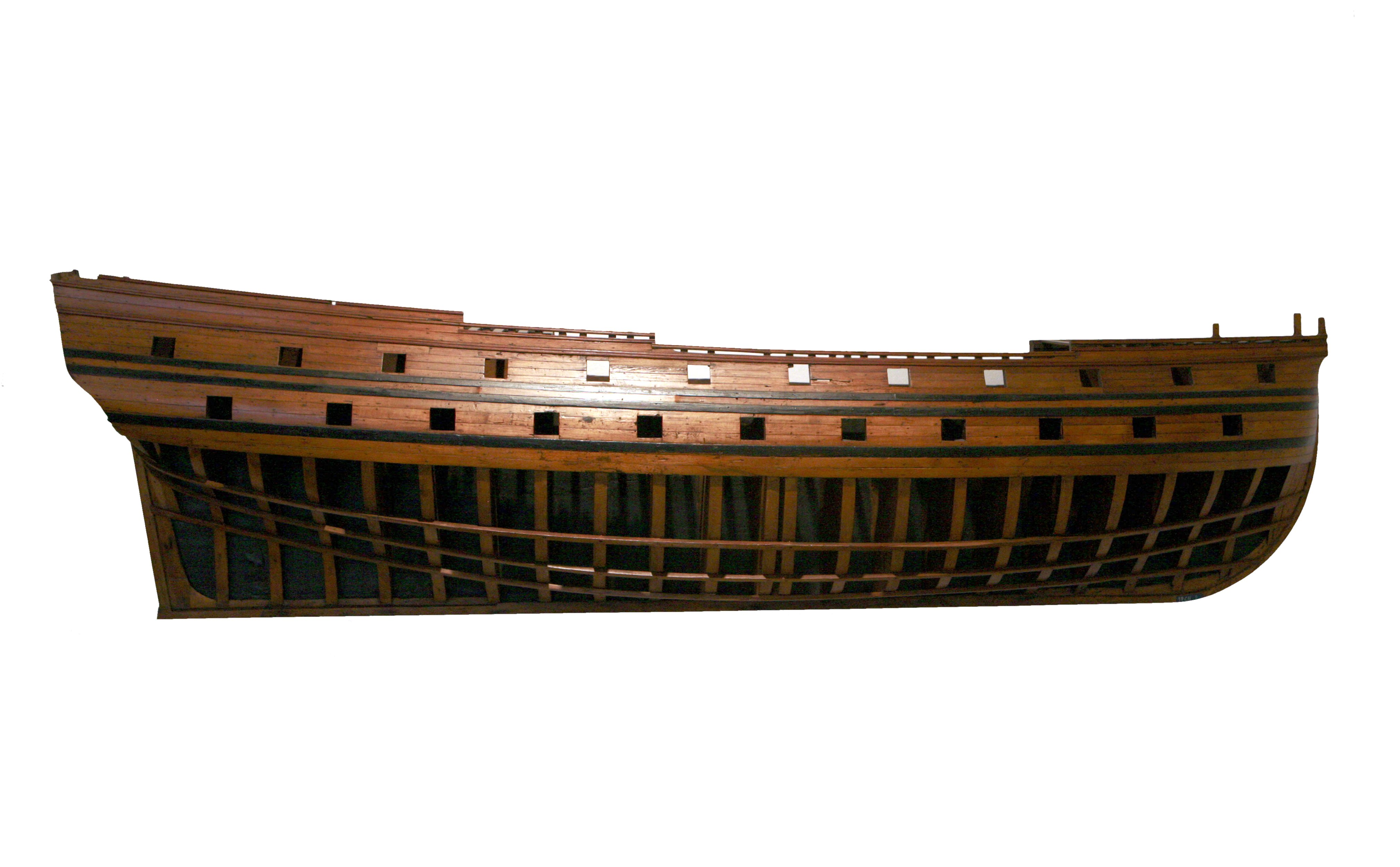
Anteproyecto de un navío de línea de 46 cañones

Un  anteproyecto de buque  (también conocido como "medio casco") es una "maqueta de madera" con sólo la mitad del casco de un barco sin el aparejo ni los otros accesorios. Se hacía normalmente con piezas de madera verticales u horizontales, como puede apreciarse en la foto. Actualmente ya no se utilizan para la construcción naval, pero suelen utilizarse como elemento decorativo

## Antecedentes

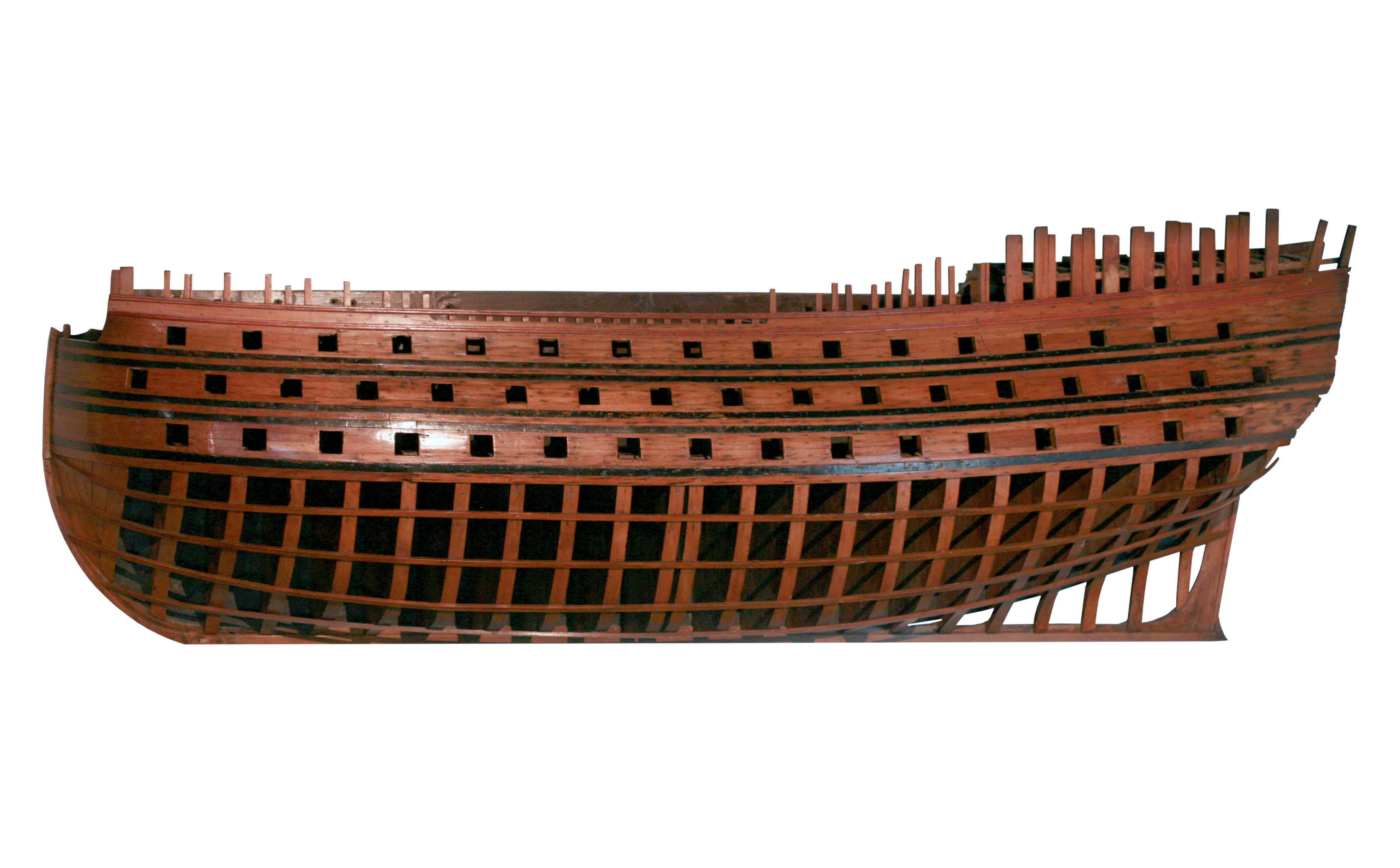
Anteproyecto de un barco de 120 cañones

Antes del siglo XX, los "anteproyectos" del buque se construían como medio de planificación del diseño y arrufo de un barco y la garantía de que sería completamente simétrico. Los "anteproyectos" se montaban sobre una placa y eran perfectas maquetas a escala del casco del barco real para poder presentarlo al armador.
Con la llegada de diseño por ordenador, los "anteproyectos" ahora se construyen como un elemento decorativo de arte náutico (Modelismo naval) y se hacen una vez se ha completado la construcción del buque real.